# Daghospitalisatie
Bij daghospitalisatie of dagbehandeling wordt een medische behandeling, onderzoek of ingreep verricht zonder dat opname en verblijf met overnachting in het ziekenhuis nodig is.
Het betreft meestal kleine ingrepen die met een deskundige naverzorging thuis kunnen verricht worden. Vooral uit kostenbesparende overwegingen probeert met zo veel mogelijk ziekenhuisopname te vervangen door daghospitalisatie.
Voorbeelden van operaties die in dagbehandeling kunnen plaatsvinden zijn spataderoperaties (varices), liesbreukchirurgie en kleine gynaecologische kijkoperaties zoals laparoscopische sterilisaties.
Het verschil met poliklinische behandeling is dat het ook dagverpleging omvat.